# Бейрівська архідіоцезія
Бе́йрівська архідіоце́зія (лат. Archidioecesis Beirensis; ісп. Arquidiocese de Beira) — архідіоцезія римського обряду Католицької церкви в Мозамбіці, з центром у місті Бейра.  Входить до складу Бейрівської церковної провінції.  Заснована 4 червня 1984 року. Голова — архієпископ Бейрівський. Центральний храм — Бейрівський собор. Суфраганні діоцезії — Гуруеська, Келіманська, Тетівська і Шімойська.   Чинний голова — Клаудіу Зуанна, архієпископ Бейрівський.

## Архієпископи
- Клаудіу Зуанна

## Статистика
Згідно з «Annuario Pontificio» і Catholic-Hierarchy.org:
| Рік  | Населення | Населення | Населення | Священики | Священики | Священики | Священики           | Диякони | Ченці    | Ченці | Парафії |
| Рік  | католики  | загалом   | %         | загалом   | секулярні | ченці     | вірних на священика | Диякони | чоловіки | жінки | Парафії |
| ---- | --------- | --------- | --------- | --------- | --------- | --------- | ------------------- | ------- | -------- | ----- | ------- |
| 1950 | 47.752    | 1.922.596 | 2,5       | 75        | 10        | 65        | 636                 |         | 29       | 65    |         |
| 1958 | 90.473    | 1.105.060 | 8,2       | 88        | 7         | 81        | 1.028               |         |          |       | 33      |
| 1970 | 127.768   | 940.789   | 13,6      | 84        | 11        | 73        | 1.521               |         | 106      | 173   | 16      |
| 1980 | 90.000    | 924.000   | 9,7       | 29        | 1         | 28        | 3.103               |         | 34       | 53    | 32      |
| 1988 | 96.800    | 1.826.000 | 5,3       | 25        | 3         | 22        | 3.872               |         | 28       | 78    | 33      |
| 1999 | 169.621   | 1.317.000 | 12,9      | 42        | 6         | 36        | 4.038               |         | 54       | 114   | 19      |
| 2000 | 262.236   | 1.346.000 | 19,5      | 42        | 10        | 32        | 6.243               |         | 48       | 112   | 23      |
| 2001 | 702.960   | 1.289.390 | 54,5      | 44        | 12        | 32        | 15.976              |         | 48       | 102   | 23      |
| 2002 | 794.890   | 1.289.390 | 61,6      | 51        | 16        | 35        | 15.586              |         | 47       | 93    | 22      |
| 2003 | 778.746   | 1.328.604 | 58,6      | 60        | 16        | 44        | 12.979              |         | 58       | 100   | 26      |
| 2004 | 755.300   | 1.289.390 | 58,6      | 69        | 22        | 47        | 10.946              |         | 61       | 102   | 26      |
| 2006 | 783.000   | 1.336.000 | 58,6      | 69        | 21        | 48        | 11.347              |         | 64       | 99    | 33      |
| 2012 | 847.000   | 1.525.000 | 55,5      | 67        | 34        | 33        | 12.641              |         | 58       | 73    | 46      |
| 2015 | 904.000   | 1.627.000 | 55,6      | 65        | 38        | 27        | 13.907              |         | 39       | 71    | 46      |

## Суфраганні діоцезії
1. Гуруеська діоцезія
2. Келіманська діоцезія
3. Тетівська діоцезія
4. Шімойська діоцезія